# Интернет2
Интернет2 (англ. Internet2) — некоммерческий консорциум из 500 американских университетов и корпораций, создающий передовые сетевые приложения и технологии, чтобы ускорить появление «Интернета будущего». Консорциум активно сотрудничает с правительственными организациями и ведущими частными компаниями компьютерной индустрии. Консорциум также поддерживает собственную экспериментальную высокоскоростную сеть Абилин (англ.  Abilene Network). Когда говорят «Интернет2», то зачастую подразумевают именно сеть Абилин, а не сам консорциум.
Отличительные особенности «Интернет2» — использование протокола передачи данных IPv6 и средств multicast (широковещательной передачи данных нескольким абонентам одновременно), поддержка QoS (средства обеспечения приоритетного качества в передаче видео- и голосовой информации), а также использование высокоскоростных  10, а позже и 100 Гбит/с магистральных каналов.

## История
1996
- Избран первый руководитель проекта «Интернет2». Им стал Майкл М. Робертс (англ. Michael M. Roberts).
- К проекту присоединилось 34 университета.

1997
- В проекте 123 университета и 6 корпораций.
- Первая встреча членов объединения в Бернингеме, Калифорния.
- Создание консорциума.
- Канада становится первым зарубежным партнером
- Cisco становится первым корпоративным партнером

1998
- В проекте 123 университета, 30 корпораций и 22 независимых члена.
- Сеть Интернет2 представлена в Белом Доме
- Первый день Интернет2

1999
- В проекте 168 университетов, 54 корпорации и 27 независимых членов.
- NCNI предоставляет технологическую поддержку Интернет2

2000
- В проекте 182 университета, 54 корпорации и 22 независимых члена.
- Поставлен первый рекорд скорости 831 Мбит/сек
- Берет начало программа SEGP

2001
- В проекте 188 университетов, 74 корпорации и 42 независимых члена.
- Молли Корбет Броад (англ. Molly Corbett Broad) становится президентом консорциума.
- Начинается работа над Ipv6

2002
- В проекте 197 университетов, 60 корпораций и 42 независимых члена.
- Запуск проекта Internet2 Detective.
- Запуск проекта OpenSAML
- Первый рекорд скорости с помощью IPv6 39.81 ТБ/сек.(?)

2003
- В проекте 203 университета, 64 корпорации и 40 независимых членов.
- Побит рекорд скорости 1 ТБ/ч(?)
- Реализовано OWAMP 1.0
- Реализовано Shibboleth 1.0

2004
- В проекте 205 университетов, 77 корпораций и 45 независимых членов.
- Завершено обновление сети.
- Ларри Фалкнер (англ. Larry Faulkner) становится президентом консорциума.

2005
- В проекте 205 университетов, 72 корпорации и 44 независимых члена.
- Реализовано InCommon Federation

2006
- Реализовано WaveCo Service
- Реализовано Signet and Grouper

## Цели консорциума
- Создать самую совершенную сеть для американских исследовательских сообществ
- Разработать революционные интернет-приложения
- Обеспечить быстрое распространение новых сетевых служб и приложений для широких кругов пользователей Интернета

## Основные рабочие группы и проекты консорциума
- Протокол IPv6 (IPv6 Working Group)
- Связь один-со-многими (Multicast Working Group)
- Качество сервиса (Quality of Service Special Interest Group, QoS)
- Связующее программное обеспечение (Middleware Initiative)
- K20 (K20 Initiative)
- Производительность из-конца-в-конец (End-to-End Performance Initiative, E2Epi)
- Гибридная оптическая и пакетная инфраструктура (Hybrid Optical and Packet Infrastructure, HOPI)
- Горожане Internet2 (The Internet2 Commons)
- Распределённое хранилище (Distributed Storage Initiative, DSI)
- Цифровое видео (Digital Video Initiative, DVI)
- Голос по протоколу IP (Voice over IP Working Group)